# Callionymus megastomus
 Callionymus megastomus és una espècie de peix de la família dels cal·lionímids i de l'ordre dels cipriniformes que es troba a l'Índia.